# Arvorezinha
Arvorezinha là một đô thị thuộc bang Rio Grande do Sul, Brasil. Đô thị này có diện tích 271,643 km², dân số năm 2007 là 10210 người, mật độ 37,59 người/km².